# Friedrich von Oertzen (Gerichtspräsident)

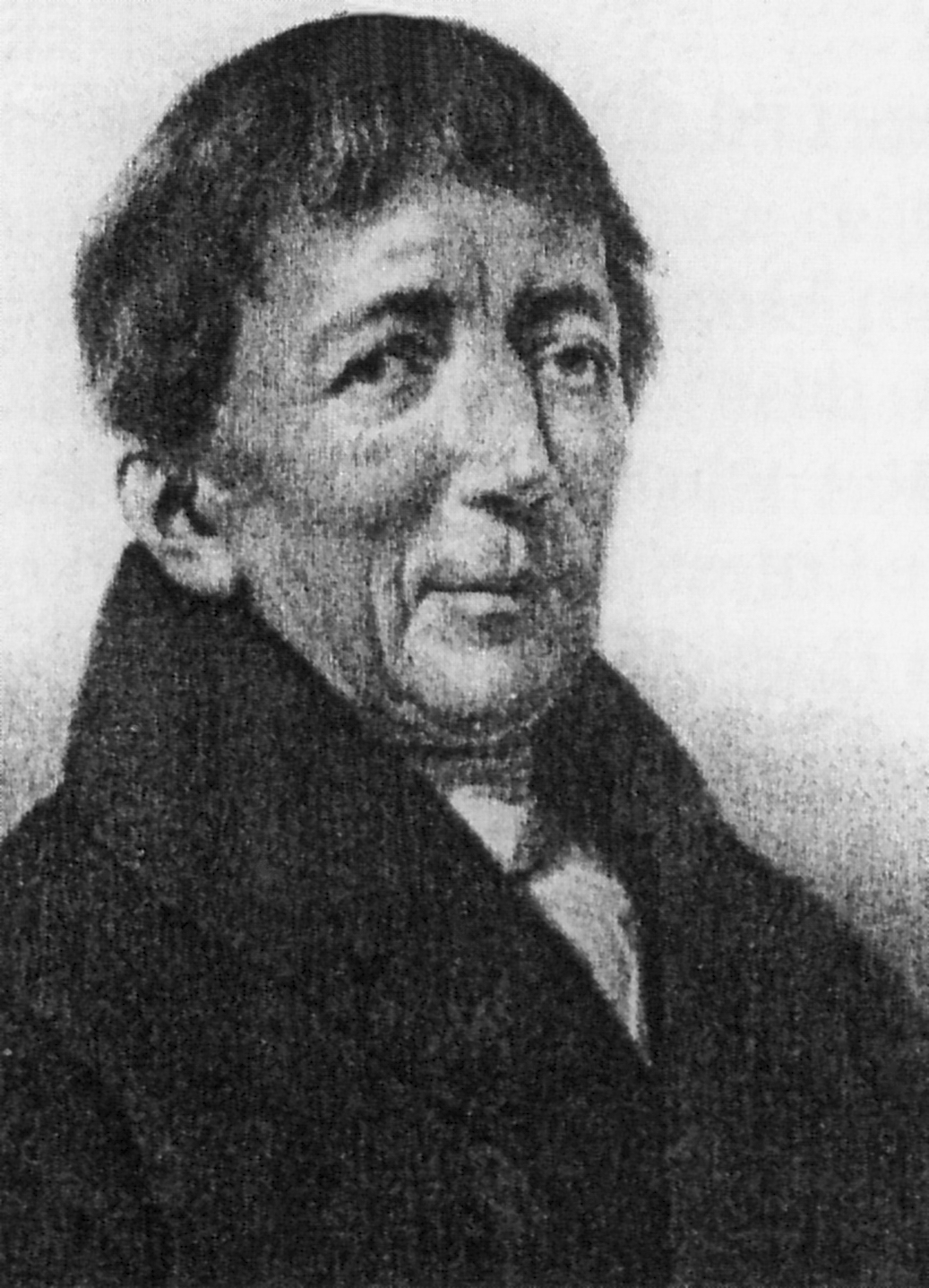
Friedrich von Oertzen

Friedrich von Oertzen (* 5. Juni 1771 in Rühn; † 28. Februar 1848 in Rostock) war ein deutscher Jurist, Mitbegründer und erster Präsident des mecklenburgischen Oberappellationsgerichtes.

## Leben
Friedrich von Oertzen war der jüngste Sohn des Oberhauptmanns und Geheimen Rats Claus Dethloff von Oertzen, und dessen Frau (Charlotte) Ernestine Juliane, geb. von Weitershausen. Ab 1786 studierte er bereits Jura an der Universität Bützow, nach 1788 in Jena. Im Frühjahr 1790 ging von Oertzen nach Göttingen. Hier beendete er auch sein Studium, das 1791 mit einem Examen in der Rostocker Justizkanzlei endete. Im Oktober desselben Jahres wurde er nach Schwerin versetzt, ab 1802 war er Vizedirektor der dortigen Justizkanzlei Schwerin. 1808 wurde er zum Regierungsrat ernannt. 1818 ernannte man von Oertzen zum Präsidenten des Oberappellationsgericht, des höchsten Landesgerichts. Am 26. Juni 1830 wurde er anlässlich der "Säkularfeier der Augsburgischen Konfession" an der Rostocker Universität zum Dr. h.c. promoviert. Er baute das Oberappellationsgericht auf, das zunächst für die beiden damals existierenden (Teil-)Großherzogtümer Mecklenburg in Parchim eingerichtet wurde und 1840 auf sein Betreiben nach Rostock verlegt wurde. Oertzen verfasste die erste Gerichtsordnung und erwarb sich durch seine korrekte Arbeit Verdienste.
Oertzen war zweimal verheiratet, zuerst mit Charlotte Eleonore Elisabetha von Mecklenburg. Mit ihr hatte er sieben Kinder, von denen nur zwei den Vater überlebten: Jasper von Oertzen und Ludwig Georg von Oertzen. Ernestine starb am 24. November 1810. Die zweite Ehe schloss Oertzen 1812 mit Caroline von Moltke (* 1781 Walkendorf; † 1863 Rostock), Tochter des Provisors Eberhard Friedrich Ehrenreich von Moltke (1727–1781) aus dessen zweiten Ehe mit Ida Margareta Ernestina von Raben. Von den vier in dieser Ehe geborenen Kindern überlebten ebenfalls nur zwei.
1821 erblindete Friedrich von Oertzen auf einem Auge und ab 1843 ging es ihm gesundheitlich immer schlechter. Er ersuchte mehrmals den Landesherrn um Versetzung in den Ruhestand. Dies wurde immer wieder abgelehnt, so dass Oertzen 1848 in geistiger Umnachtung starb und bis dahin immer noch Präsident des Gerichtes war.

## Ehrungen
Am 29. März 1841 verlieh ihm der Rat der Stadt Rostock die Ehrenbürgerwürde der Stadt. Anlass war sein 50-jähriges Dienstjubiläum. Laut Ernennungsurkunde war man in Rostock dankbar dafür, dass Oertzen dafür gesorgt hatte, dass das höchste Gericht des Landes in Rostock seinen Sitz genommen hatte.